# Marselaersmolen
De Marselaersmolen is een watermolen in de tot de Vlaams-Brabantse gemeente Londerzeel behorende plaats Steenhuffel, gelegen aan de Bontestraat 35.
Deze onderslagmolen op de Grote Molenbeek fungeerde als korenmolen.

## Geschiedenis
Reeds in 1384 stond er een watermolen op deze plaats en de molen was in bezit van de Commanderij van Pitzemburg te Mechelen. De kern van de huidige watermolen is 18e-eeuws, terwijl in de 19e eeuw nog wijzigingen werden aangebracht.
Tot 1960 werd er af en toe nog gemalen, maar daarna werd het waterrad verwijderd. Het binnenwerk bleef nog grotendeels intact. In 1983 werd de molen geklasseerd als monument.
Naast het molenhuis bestaat het complex uit een molenaarswoning, een schuur en enkele dienstgebouwen.
- Inventaris van het Bouwkundig Erfgoed (Vlaanderen): 40113